# 安川昌昭
安川 昌昭（やすかわ まさあき、1959年 - ）は、日本の実業家。アノト・マクセル代表取締役社長、レックスマーク インターナショナル代表取締役社長を務めた。

## 略歴
長野県諏訪市出身。長野県諏訪清陵高等学校を経て、1983年東京大学工学部卒業。同年セイコーエプソン入社。研究開発本部を経て、エプソンアメリカに赴任。1993年ミシガン大学にてMBA取得後、同社でのITソリューション事業立ち上げを推進。2003年から2007年までエプソン香港に赴任し、アジア地域でのソリューション事業を展開。2007年帰国後セイコーエプソンを退社。2008年ゼウスパックキャピタルの日本事務所を立ち上げ、日本代表を務めた。中国、ロシアにてIT関連事業、森林・バイオディーゼル事業を推進。その後、アノト・マクセル（日本法人）代表取締役社長、レックスマーク インターナショナル（日本法人）代表取締役社長、センシストラフィック（日本法人）代表を経て、2019年英幸テクノを設立し、代表取締役社長。